# São Mateus (Madalena)
São Mateus é uma freguesia portuguesa do município da Madalena, na ilha do Pico, Região Autónoma dos Açores, com 17,74 km² de área e 675 habitantes (censo de 2021). A sua densidade populacional é 38 hab./km².

## Descrição
A freguesia de São Mateus é a mais antiga freguesia do concelho da Madalena do Pico, tendo a data de chegadas dos primeiros povoadores ocorrido em 1482. A sua posição geográfica, na costa Sul da ilha, leva-a a confinar a oeste com a freguesia da Candelária e a leste com a de São Caetano.
A sua igreja paroquial, dedicada à evocação de São Mateus, foi consagrada ao mesmo santo padroeiro, tendo a sua construção sido iniciada apenas em 1838. Acredita-se que no primitivo templo que houve nesta freguesia de São Mateus deva ter sido coevo da fundação da respetiva paróquia, embora se ignore a data da sua construção, existem documentos que a referem como existente já em 1542.
Esta Igreja de São Mateus apresenta-se como uma das mais ricas e majestosas da ilha do Pico.
Trata-se de uma das mais imponentes igrejas de toda a ilha do Pico. Apresenta uma nave central com grande envergadura e rodeada por colunas. O templo encontra-se dividido por três naves, com  duas séries de seis arcos.
Este templo corria o dia 1 de julho de 1962 foi elevado à categoria de Santuário Diocesano por decreto do então 36.º Bispo de Angra, Dom Manuel Afonso de Carvalho.
Apresenta-se com 33 metros de comprimento, possui três naves sustentadas por pesadas pilastras. Apresenta a curiosidade de um quadro a óleo representando um apóstolo, sobre cada uma das pilastras. No teto da capela-mor encontra-se pintada a fresco uma pormenorizada cena do Ecce Homo.
Dentre as várias capelas laterais, destaca-se a do Senhor Bom Jesus, embora possa datar de um pouco mais tarde. A imagem do "Ecce Homo" que aí se encontra apresenta valor artístico. Foi oferecida em 1862 por um filho da freguesia, Francisco Ferreira Goulart,  quando do seu regresso da vila de Iguape, na então província de São Paulo, no Brasil, onde é cultuada uma imagem idêntica.
Esta freguesia é atravessada por vários cursos de água, a saber; a Ribeira das Grotas, a Ribeira da Calheta e a Ribeira dos Bodes, o seu território que aproximadamente 17,74 quilómetros quadrados apresenta um povoamento disperso, mas ordenados ao longo das principais vias do comunicação, que levou à criação de pequenos núcleos populacionais, destacando-se entre eles os sítios e lugares de Areeiro, Bagaço, Cabeços, Caminho de Baixo, Grotas, Ginjeira, Mata, Pontinha, Porto Novo e Relvas.
De terras muito férteis e com diferentes microclimas apresenta quatro principais zonas de cultivo e de actividades agrícolas: os Biscoitos, e o Bagaço, locais junto do mar, onde a população se dedica principalmente à produção de artigos relacionados com vitivinicultura e com a produção de fruta, surgindo assim apreciáveis areias de vinhas a de pomares.
As pastagens surgem em altitude, nas encostas da Montanha do Pico e procede-se à criação de Gado, principalmente bovino.
Dada a sua proximidade com o mar esta freguesia apresenta também uma apreciável atividade piscatória, o que traz algum movimento ao Porto de São Mateus. Além destas atividades surgem outras relacionadas actividades comerciais que contribuem também para o seu desenvolvimento económico.
Esta freguesia, muito relacionada com a caça à baleia, apresenta ainda resquícios da atividade como o caso das antigas vigias de baleia e a casa dos botes junto ao porto de São Mateus.
Nesta freguesia, no dia 6 de agosto de cada ano venera-se o Senhor Bom Jesus.

## Demografia
A população registada nos censos foi:

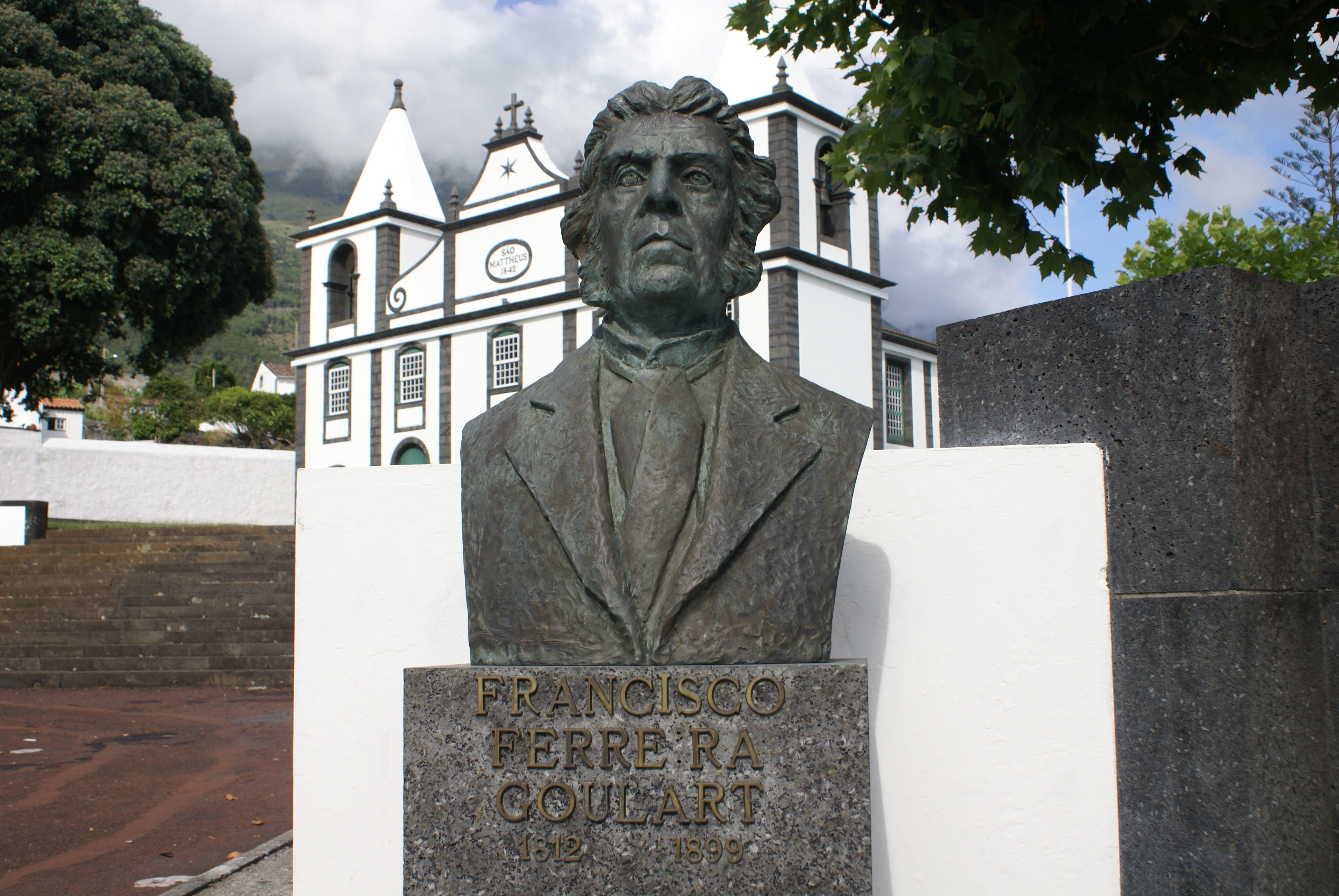
Francisco Ferreira Goulart, Benemérito de São Mateus, com importantes doações para a Igreja da localidade.

| Distribuição da População por Grupos Etários | Distribuição da População por Grupos Etários | Distribuição da População por Grupos Etários | Distribuição da População por Grupos Etários | Distribuição da População por Grupos Etários |
| -------------------------------------------- | -------------------------------------------- | -------------------------------------------- | -------------------------------------------- | -------------------------------------------- |
| Ano                                          | 0-14 Anos                                    | 15-24 Anos                                   | 25-64 Anos                                   | > 65 Anos                                    |
| 2001                                         | 128                                          | 109                                          | 406                                          | 204                                          |
| 2011                                         | 104                                          | 80                                           | 396                                          | 192                                          |
| 2021                                         | 86                                           | 67                                           | 355                                          | 167                                          |

## Património construído
- Igreja de São Mateus
- Império do Divino Espírito Santo de São Mateus do Pico
- Ermida de Nossa Senhora da Conceição
- Ermida da Santíssima Trindade
- Ermida de Nossa Senhora da Alegria
- Ermida de São João
- Nicho de Nossa Senhora das Dores

## Localidades
- Areeiro
- Bagaço
- Ginjeira
- Grotas
- Grotas de Cima
- Mata
- Paço
- Ponta da Calheta
- Porto Novo
- Porto de São Mateus
- Pontinha
- Relvas
- Rua dos Caldeirões
- Canada Nova

## Cursos de água
- Ribeira da Calheta
- Ribeira das Grotas
- Ribeira dos Bodes